# Petrich Károly
Petrich Károly (Budapest, 1916. december 27. – Budapest, 2013. október 12.) magyar entomológus, lepkegyűjtő. Fő kutatási területe a Velencei-tó és környékének élővilága, elsősorban lepkefaunája, melyet közel 40 éven keresztül folyamatosan kutatott, változatos gyűjtési módszereket alkalmazva térképezte fel a táj lepkevilágát. Nevéhez fűződik számos lepkefaj első magyarországi megtalálása is.

## Fiatalkora
Petrich Gyula tanszerellátó gyermekeként született. Gyermekkorában az édesapja cége által forgalmazott trópusi lepkék felkeltették figyelmét, a csodálat egész pályafutása során hatással volt rá. Tanulmányait a Márvány utcai elemi iskolában, majd a Werbőczi István Gimnáziumban folytatta. Egyetemi tanulmányait a Pázmány Péter Tudományegyetemen (ma ELTE) folytatta vegyészet, biológia szakon.
A második világháború során több fronton is harcolt, majd 1944-ben orosz hadifogságba került. A gorjanszki bányában teljesített kényszermunkát, innen 1947-ben került haza. Munkába állásra sokáig nem nyílt lehetősége, végül a Hungária Vegyiművek vette alkalmazásba, ahol növényvédőszer-fejlesztéssel foglalkozott nyugdíjba vonulásáig.

## Szakmai pályafutása
A lepkegyűjtést már gyermekként megszerette, korai gyűjtéseiből származó gyűjtemény azonban a háborús pusztítások miatt nem maradt fenn. Munkásságának középpontjában a velencei táj lepkevilágának kutatása állt. Első alkalommal 1931-ben gyűjtött a területen. A háború borzalmai és a hadifogság után az '50-60-as években kapott ismét kedvet a gyűjtéshez. Kovács Lajos javaslatára már ekkor megkezdte a környék kutatását, innentől kezdve gyűjtőtevékenységet már szinte csak itt folytatott. Közel 40 éven keresztül folytatott gyűjtéseket a Velencei-tó és a Velencei-hegység környékén. Gyűjtési tevékenysége eleinte csak a nagylepkékre irányult, később kezdett bele a molylepkék gyűjtésébe és tudományos feldolgozásukba. Kutatási tevékenységét 2001-ben megjelent könyve foglalja össze, mely A velencei táj lepkevilága címet viseli.

Hosszú, kitartó munkáját a Magyar Rovartani Társaság (melynek 1958-tól volt a tagja) 1995-ben a Frivaldszky Imre Emlékplakett ezüst fokozat odaítélésével ismerte el. 1984 és 2001 között öt tudományos szakcikke jelent meg. Teljes, mintegy harmincezer lepkéből álló, 1919 fajt számláló tudományos igényű gyűjteményét Komló városának, a Komlói Természettudományi Gyűjteménynek adományozta. Mikroszkópját a Magyar Rovartani Társaságnak adományozta, a mikroszkóppal nem rendelkező fiatal kutatók segítésére.